# Gianluca Giraudi

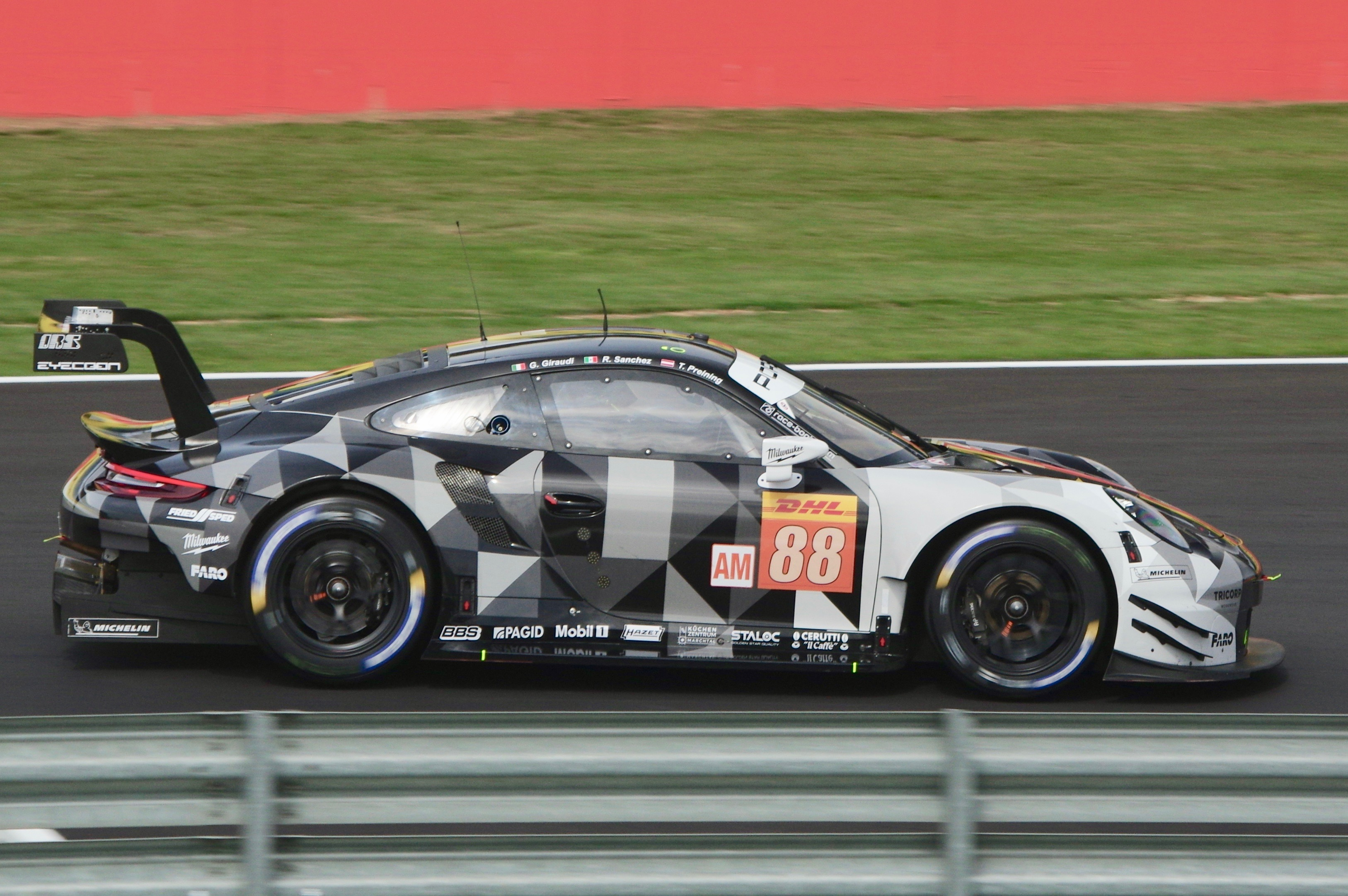
Der Porsche 911 RSR von Thomas Preining, Ricardo Sánchez und Gianluca Giraudi beim 4-Stunden-Rennen von Silverstone 2019

Gianluca Giraudi, auch Gian-Luca Giraudi (* 11. November 1968 in Turin) ist ein italienischer Autorennfahrer. 

## Karriere als Rennfahrer
Die Fahrerkarriere von Gianluca Giraudi begann Mitte der 1990er-Jahre bei nationalen Sportwagenrennen in Italien. Es folgten unter anderem Einsätze im Renault Spider Cup, der International Sports Racing Series und dem Sports Racing World Cup, ehe er ab 2005 zum regelmäßigen Starter in der Ferrari Challenge wurde. Seine beste Platzierung in dieser Rennserie war der sechste Rang in der Ferrari Challenge Italy 2007.
Mit dem Beginn der 2010er-Jahre wechselte er in den italienischen Porsche Carrera Cup, wo er 2013 (Gesamtsieger Enrico Fulgenzi) und 2014 (Gesamtsieger Matteo Cairoli) Meisterschaftsdritter wurde. Nach drei Saisonen in der Lamborghini Super Trofeo Europe, startete er ab 2019 in der European Le Mans Series und der FIA-Langstrecken-Weltmeisterschaft.

## Statistik

### Einzelergebnisse in der FIA-Langstrecken-Weltmeisterschaft
| Saison  | Team                  | Rennwagen       | 1   | 2   | 3   | 4   | 5   | 6   | 7   | 8   |
| ------- | --------------------- | --------------- | --- | --- | --- | --- | --- | --- | --- | --- |
| 2019/20 | Dempsey-Proton Racing | Porsche 911 RSR | SIL | FUJ | SHA | BAH | AUS | SPA | LEM | BAH |
| 2019/20 | Dempsey-Proton Racing | Porsche 911 RSR | 29  |     |     |     |     | 19  |     |     |